# ابرشرکت موتورهای هوایی ژاپن
ابرشرکت موتورهای هوایی ژاپن یک کنسرسیوم از شرکت‌های بزرگ ژاپنی (صنایع سنگین کاواراکی، آی‌اچ‌آی و صنایع سنگین میتسوبیشی) است که در سال ۱۹۸۱ تأسیس شد. این شرکت در یک شرکت سرمایه‌گذاری مشترک به‌نام اینترنشنال ارو انجینز، با همکاری پرت اند ویتنی ایالات متحده و ام‌تی‌یو ارو انجینز آلمان به توسعه و تولید موتورهای آی‌ای‌وی وی۲۵۰۰ می‌پردازد.
در اواخر دهه ۱۹۷۰، آن‌ها با رولز-رویس هلدینگز همکاری داشتند، که در اصل برای کمک به توسعه توربوفن RJ500 بود.